# Kainussaari (ö i Norra Österbotten)
Kainussaari är en ö i Finland. Den ligger i Kiminge älv och i kommunen Uleåborg i den ekonomiska regionen  Uleåborgs ekonomiska region  och landskapet Norra Österbotten, i den centrala delen av landet, 500 km norr om huvudstaden Helsingfors. Öns area är 0,9 hektar och dess största längd är 140 meter i sydväst-nordöstlig riktning.